# Peugeot 108
Peugeot 108 er en bilmodel fra den franske bilfabrikant Peugeot, som blev introduceret i 2014. Den er efterfølger for Peugeot 107.
I januar måned 2015 var det den mest solgte bil i Danmark med 1.134 eksemplarer.

## Produktion
Modellen bliver stadig produceret i samarbejde med Toyota og Citroën.

### Motorer
Peugeot har ikke planer om flere partnerskaber, hvis produktionen skrider godt frem.
Komplet motorprogram for Peugeot 108:
- 1,0 e-VTi 68 hk 5-trins manuel gearkasse, 88g/km CO2.
- 1,0 VTi 68 hk 5-trins manuel gearkasse, 95g/km de CO2.
- 1,0 VTi 68 hk 5-trins automatiskskiftende gearkasse, 97g/km CO2.
- Ny Puretech 1,2 VTi 82 hk 5-trins manuel gearkasse, 99g/km CO2.| - v - d - r Bilmodeller fra Peugeot                          | - v - d - r Bilmodeller fra Peugeot                                                                                                                                                                               |
| ------------------------------------------------------------ | --- |
| Aktuelle personbiler                                         | - 108 - 208 - 2008 - 308 - 3008 - 4007 - 508 - 5008 - RCZ |
| Aktuelle varebiler                                           | - Bipper - Partner - Expert - Boxer |
| Historiske personbiler                                       | - 104 - 106 - 107 - 1007 - 201 - 202 - 203 - 204 - 205 - 206 - 207 - 301 - 302 - 304 - 305 - 306 - 307 - 308 - 309 - 401 - 402 - 403 - 404 - 405 - 406 - 407 - 504 - 505 - 601 - 604 - 605 - 607 - 806 - 807 - P4 |
| Historiske varebiler                                         | - J5 - J9 |
| - Officielt dansk websted - Officielt internationalt websted | |